# 대한민국의 맥주
맥주는 20세기 초에 한국에 처음 소개되었다. 1908년에 서울 최초의 맥주 양조장이 문을 열었다. 현재 두 개의 주요 양조장은 1930년대로 거슬러 올라간다. 국내 세 번째 양조장인 진로 쿠어스맥주는 1990년대에 설립되었다. 이후 OB 맥주에 인수되었다. 하이트맥주의 옛 이름은 1933년에 설립된 조선주조였다. 1998년 하이트맥주로 사명을 변경했다. OB 맥주는 1933년에 쇼와기린맥주라는 이름으로 설립되었다. 1995년에는 OB 맥주로 이름을 변경했다.
현재 한국 맥주 시장은 하이트진로 와 오비 라는 두 개의 주요 제조업체가 지배하고 있으며 여러 브랜드가 국내 시장에서 판매되고 있다. 한국의 대부분의 식당과 술집은 이 맥주 브랜드 중 하나(하이트나 OB의 카스)만 있는데, 이는 맛과 가격이 대체로 비슷하다고 여겨지기 때문이다(대부분 쌀로 양조한다). 수입 맥주는 한국에서 널리 구할 수 있지만 일반적으로 비싸다. 서울 시내 술집에서 기네스 파인트의 경우 일반적으로 최소 8,000 원 에서 최대 15,000원인 반면 국내 브랜드의 경우 약 3,000원이다. 최근에 , 소규모 양조장이 전국적으로 생겨나면서 점점 더 정교해지는 조짐을 보이고 있다. 국내 대량생산 맥주 중 100% 보리 맥아로 양조하는 맥주는 맥스(하이트)와 오비 골든라거 2종뿐이다.
국내 시장에서 소규모 양조장이 부족한 것은 정부의 까다로운 규제 때문으로 풀이된다. 이것은 소규모 양조업자들이 그들의 소유권 아래 있는 장소에 맥주를 공급하는 것을 제한했다. 이러한 법은 2011년 6월에 완화되어 몇몇 소규모 업체들이 지역 맥주 시장에서 점유율을 확보하게 되었다.
한국에서 성장하는 트렌드는 홈브루잉이다. 재료와 공급품은 여전히 제한되어 있지만 많은 가정에서 직접 맥주를 양조하고 있다. 한국에는 홈브루킹의 과정을 안내하기 위한 다양한 양조 클럽들이 존재한다. 그러한 클럽 중 하나가 홈브루 코리아이다.

## 국내 브랜드

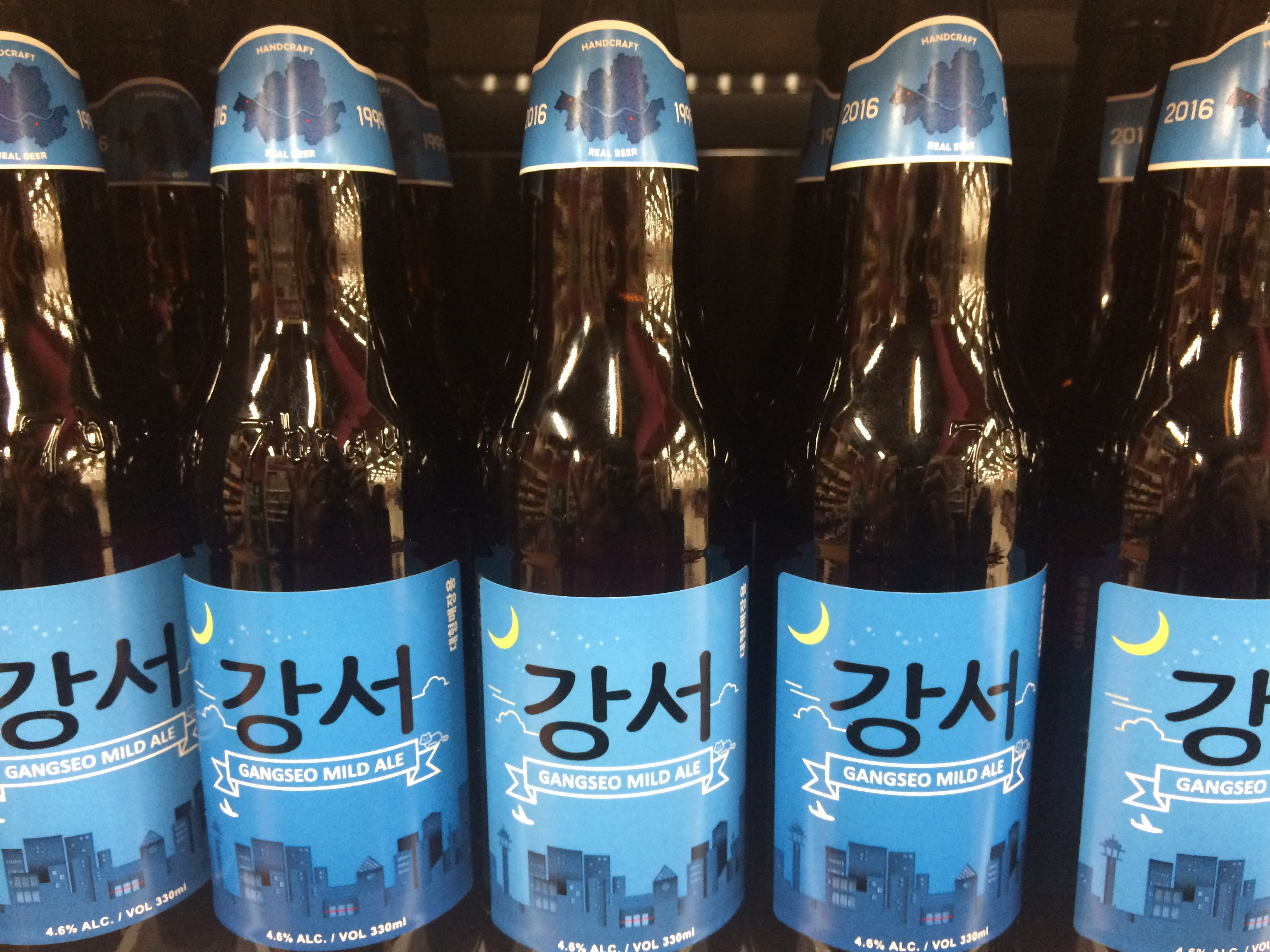
강서맥주

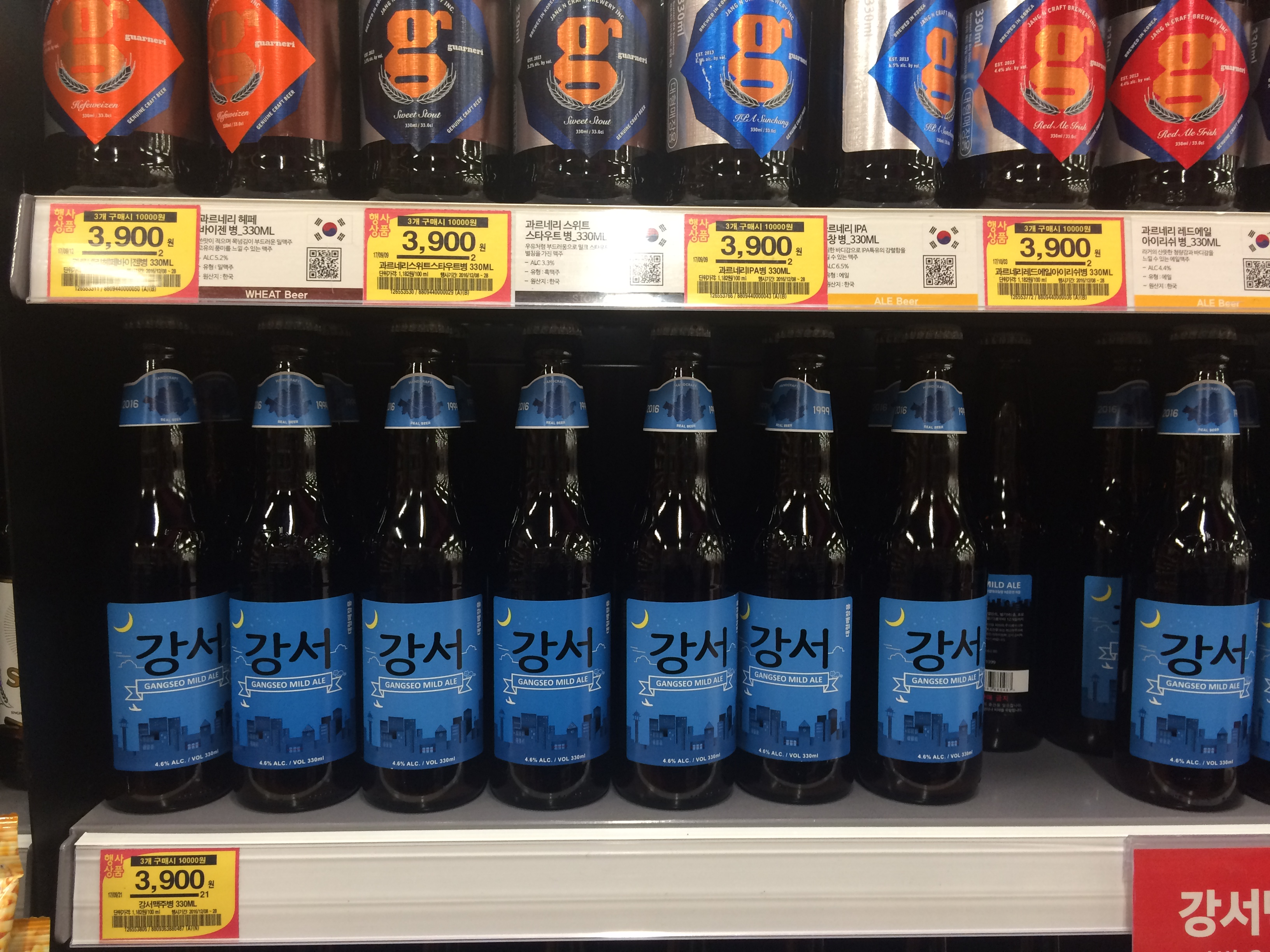
강서맥주

- 하이트진로 : 하이트, 맥스, 드라이D, 에스, 스타우트, 라거비어, 프라임드래프트, J드래프트, 퀸즈 에일[6]
  - 하이트진로는 하이트맥주와 진로 두 주류회사의 합병이다. 하이트맥주는 1933년 주류회사로 설립되었다. 진로는 1924년 한국 최초의 맥주 회사로 설립되었다. 2006년 진로는 유명 음료회사 하이트에 인수됐다. 하이트진로는 세계 최고의 소주 생산업체다. 하이트진로는 다양한 종류의 주류를 제조하고 있다.[7][8]
- OB( Oriental Brewery ) : 오비골든라거, 카스 브랜드( 카스프레시, 카스라이트, 카스레드, 카스레몬 ), 카프리, 알레스톤
  - 오리엔탈 브루어리(OB)는 1933년에 설립되었다. OB골든라거는 2011년 출시되었다.
- 롯데주류 : 클라우드
  - 롯데칠성은 1950년에 설립되었다. 회사의 원래 제품은 레몬 라임 청량 음료였다. 그 이후로 그들은 수많은 음료를 만들었다.[9]
- 한국크래프트브루어리 : ARK, Hitachino
  - KCB는 SM, 라인프렌즈 등 타 브랜드와 콜라보레이션을 진행해왔다.
- 7Bräu 보관됨 2016-12-17 - 웨이백 머신 : 강서
  - 7Bräu는 서울 강서구의 작은 술집에서 시작하여 시그니처 맥주의 이름을 빌렸다. 지역 이름을 붙인 최초의 한국 맥주다. 라벨 디자인은 역시 강서구에 위치한 김포국제공항 을 상징하는 관제탑을 형상화했다.[10]
- 에너진: 김포
  - 인삼과 쌀로 만든 맥주다. 쌀은 한국 김포 에서 현지에서 재배된다.[11]

### 주목할만한 맥주
- 하이트진로

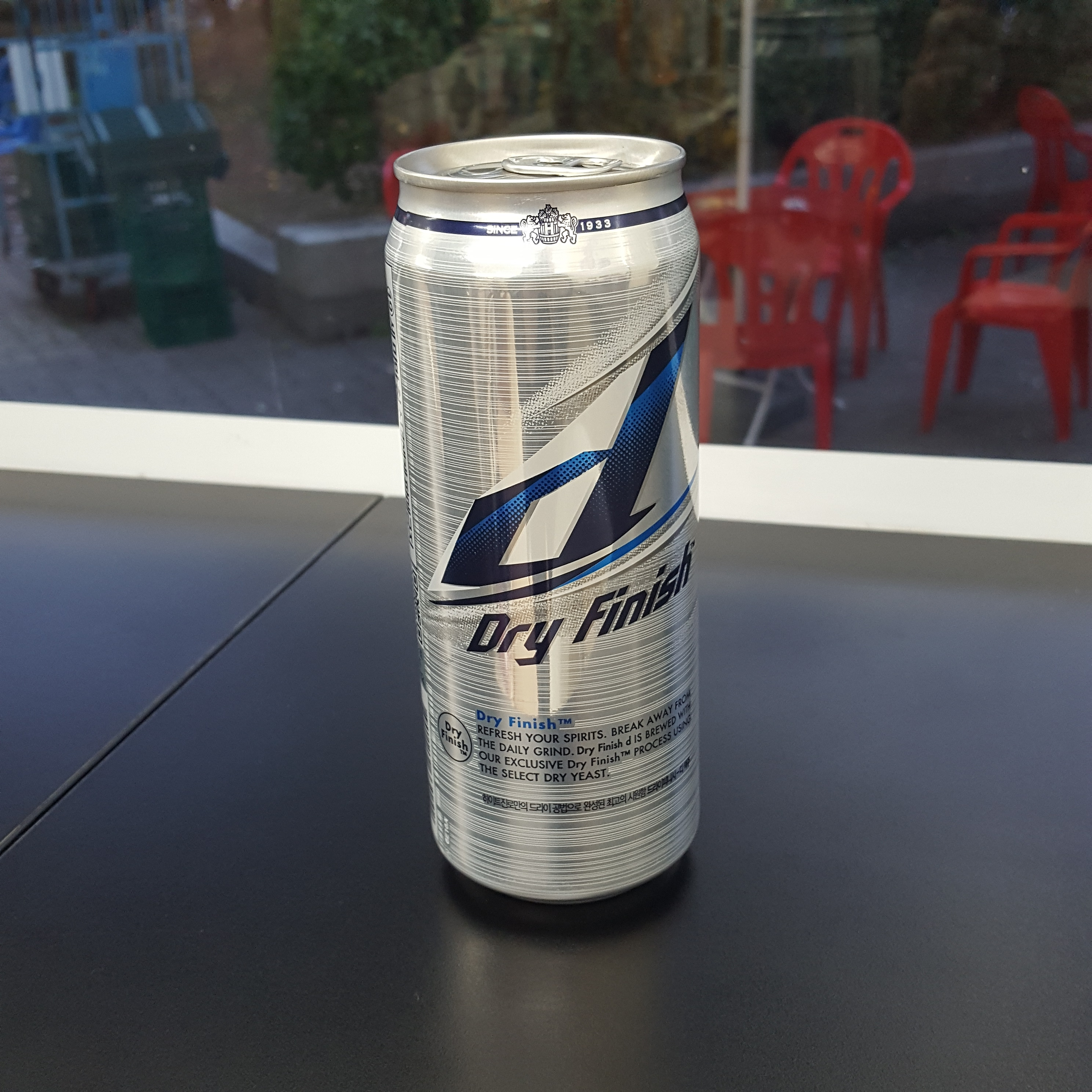
드라이피니시, 카스

  - 하이트 : 1993년 출시된 페일 라거 맥주로 하이트는 4.3%다.[12]
  - 맥스 : 2006년 국내 최초 올몰트 맥주로 출시.되었으며 Max 맥주의 스페셜 에디션은 매년 만들어진다. 맥스는 약 4.5% 다.[13]
  - 드라이D : 2010년 드라이타입 맥주 출시되었으며 양조 방식은 덴마크 양조회사인 단브루( Danbrew )와 협력해 만들었다. 엄선된 건조 효모를 사용하여 만든다. 드라이 D는 4.8% 다.[14]
  - S : 슈퍼 어테뉴에이티드 브루잉으로 만든 저칼로리 맥주이며 100ml당 0.5g의 식이섬유가 함유되어 있다. S는 약 3.8%다.[15]
  - 스타우트 : 1991년 출시된 흑맥주며, 독일산 흑맥아로 만든 라거 타입이다. 스타우트는 도수 5%다.[16]
  - 라거 맥주 : 맥아와 독일 홉으로 만들며, 라거 맥주는 도수 5%다.[17]
  - 프라임 드래프트 : 레귤러와 그린으로 판매되는데, 일반은 5% 이고 녹색 은 4.5% 다.[18]
  - J 드래프트 : J 드래프트는 약 5%다.[19]
  - Queen's Ale : 페일 에일 맥주 상판을 발효시켜 트리플 호핑 과정을 거쳐 완성한 맥주이다. 퀸스 에일 도수는 5.4%다.[20]

- 오리엔탈 브루어리(OB)

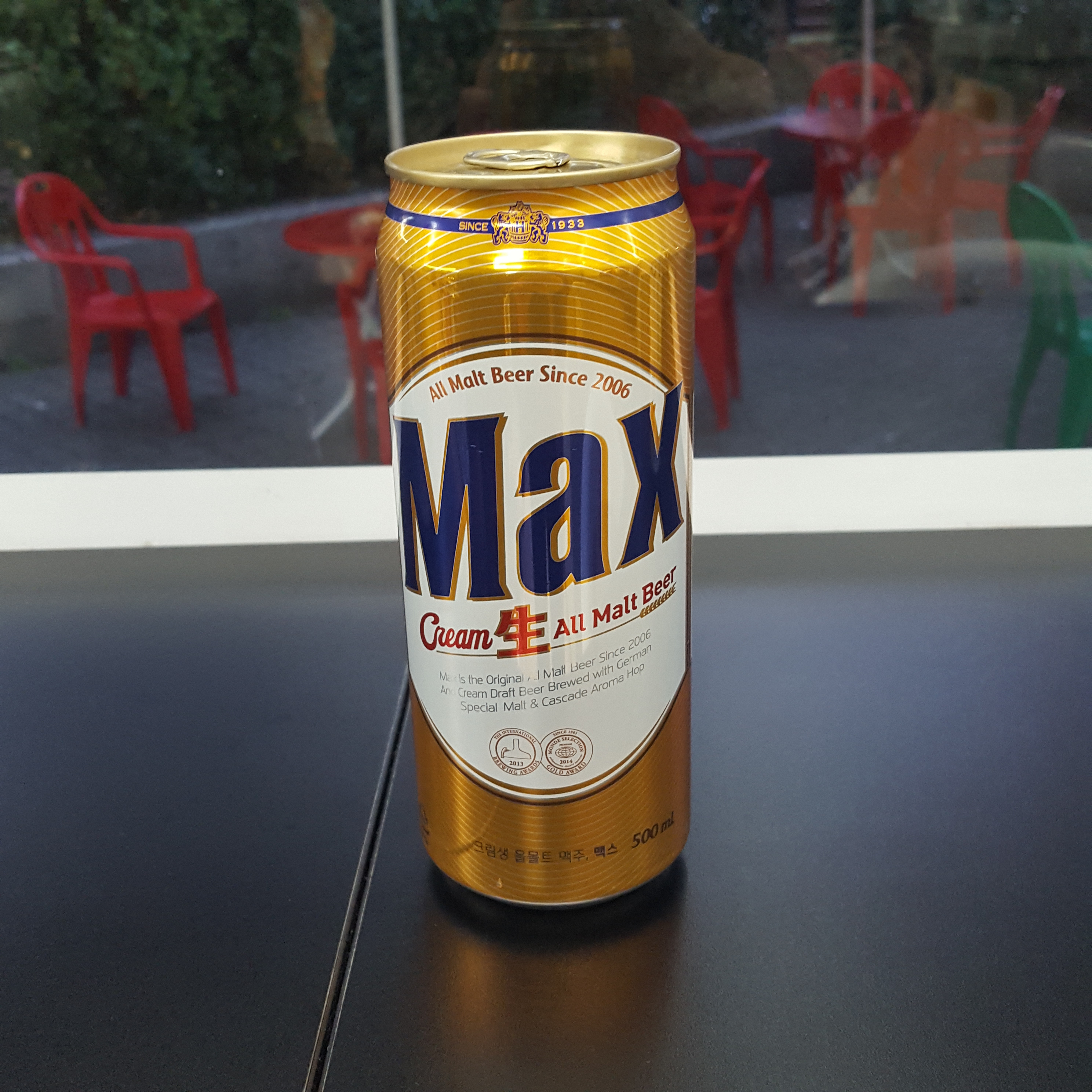
최대

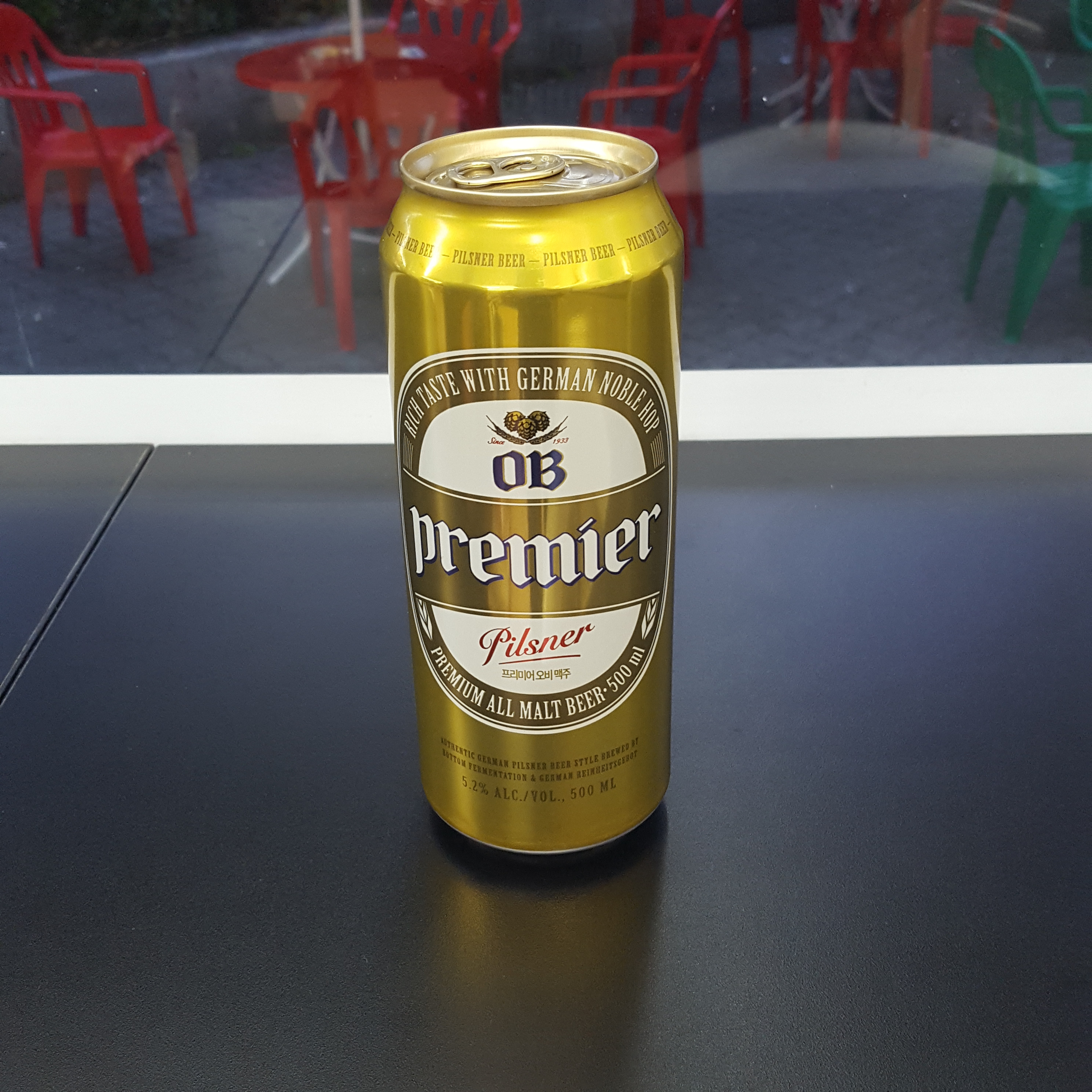
OB 프리미어

  - Cass 브랜드( Cass Fresh, Cass Light, Cass Red, Cass Lemon ): Cass 브랜드 이름으로 판매되는 여러 맥주가 있다. Cass는 비 저온 살균 라거다. 6.9%로, Cass Red는 현재 판매되는 가장 도수가 높은 맥주다.[21]
  - OB 골든 라거 : 펄 홉을 주성분으로 하는 올 몰트 맥주로 OB 골든 라거는 4.8%다.[22]
  - 카프리 : 1995년 오비에서 프리미엄 맥주로 출시되었으며 투명한 병과 트위스트 오프 캡이있는 최초의 한국 맥주다. 카프리는 4.2% 다.[23]

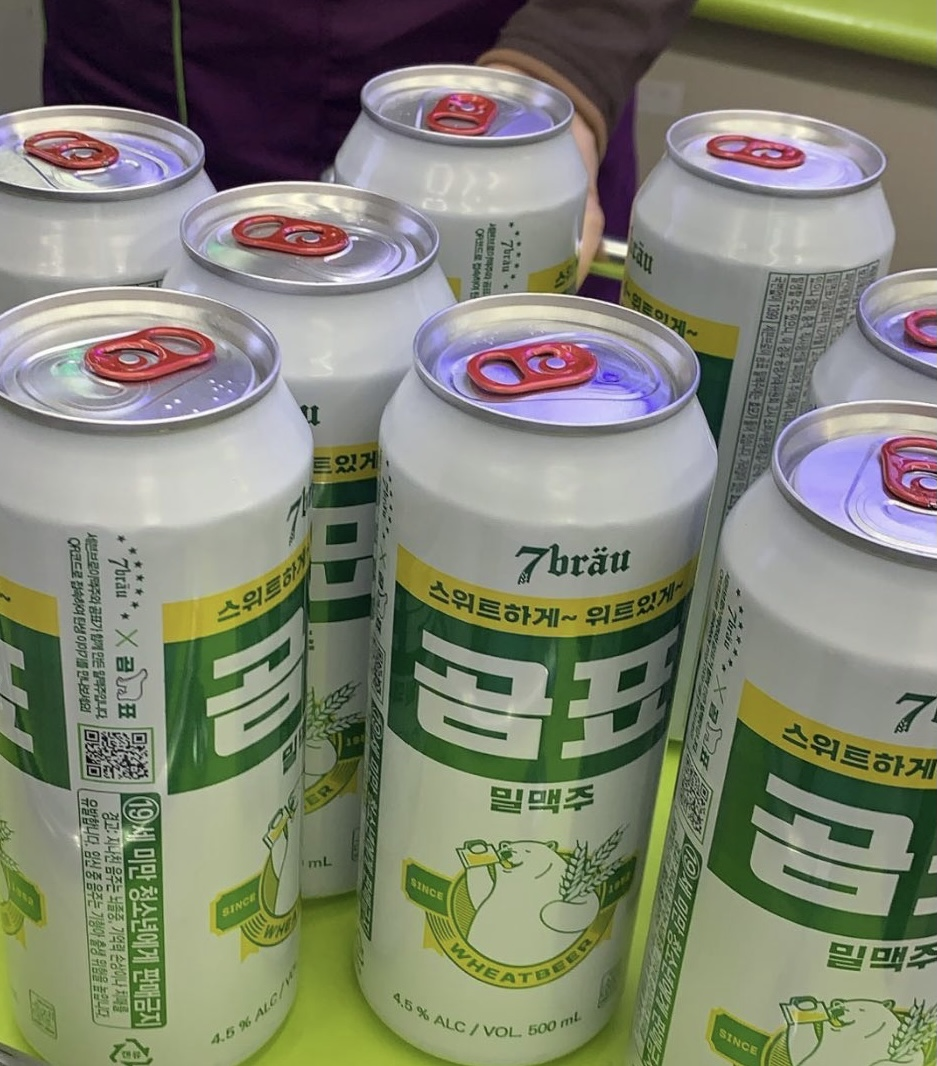
곰표 밀맥주

  -  곰표 밀맥주 Aleston : 영국 스타일의 에일로 검은색과 갈색으로 판매된다. Aleston Black 은 5%이고 Aleston Brown 은 5.2%다.[24][25] 하이트 엑스트라 콜드

- 롯데주류

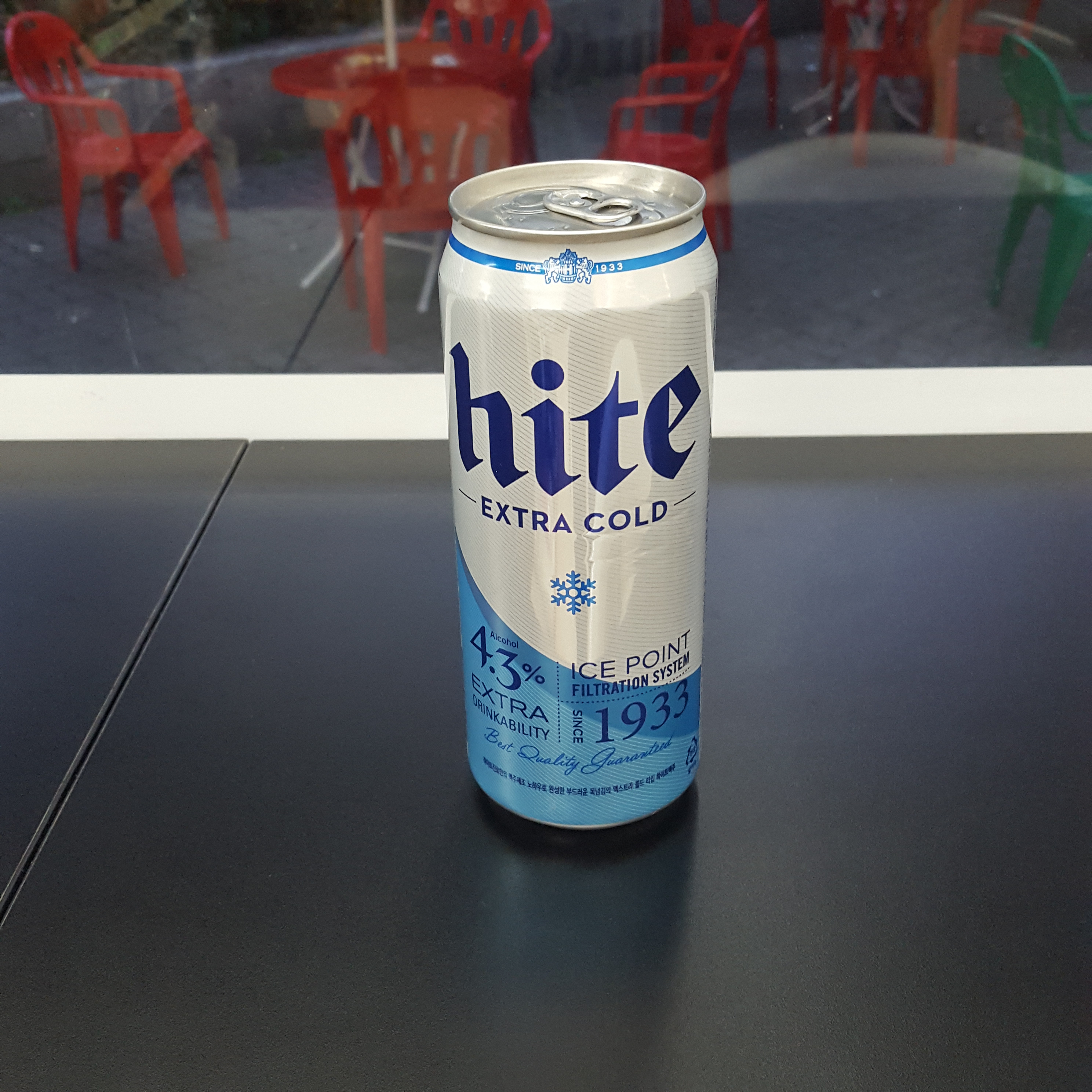
하이트 엑스트라 콜드

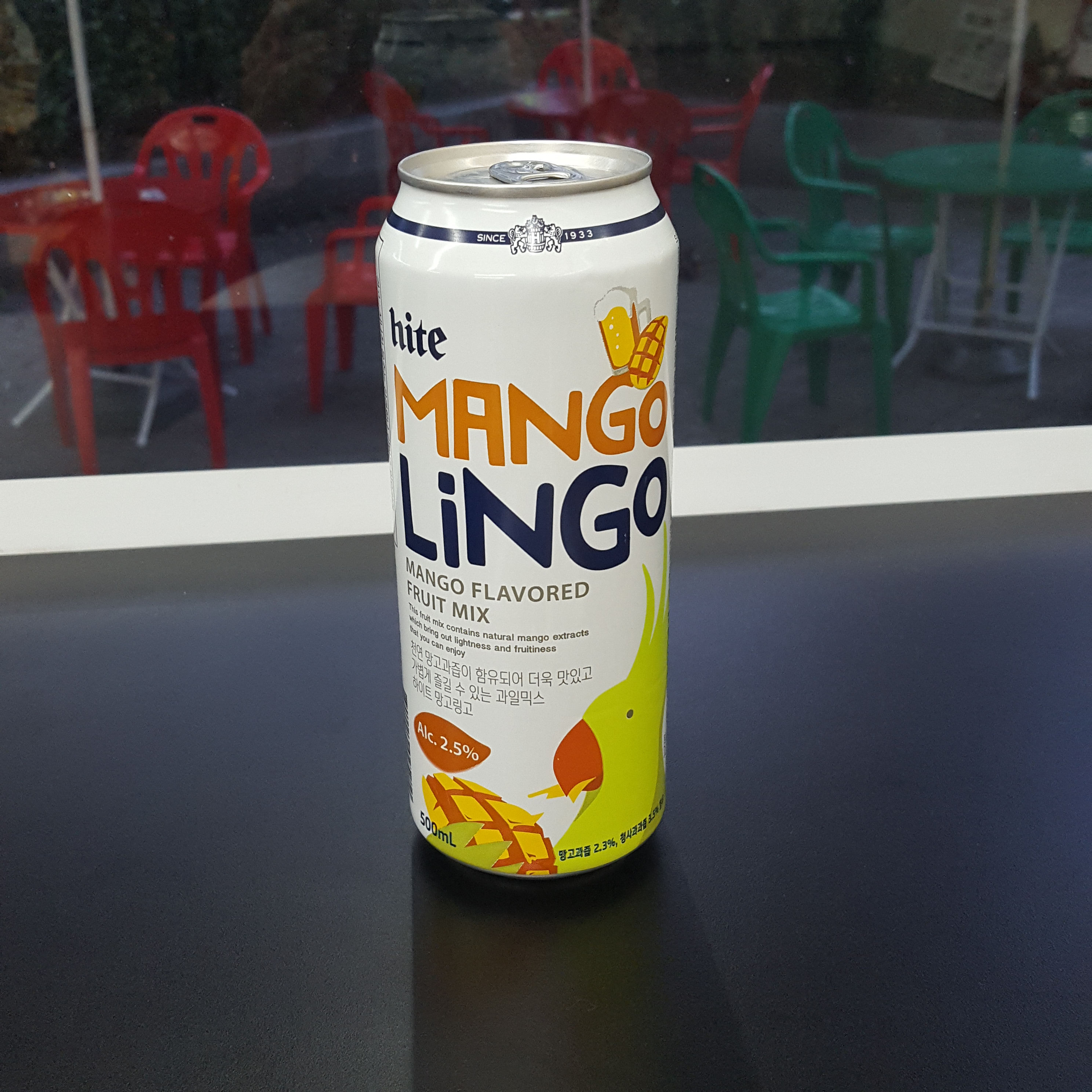
망고 링고

  - 클라우드 : 롯데칠성이 2014년 출시한 올몰트 맥주로, 독일산 홉으로 만들고 오리지널 그래비티를 이용해 양조한다. 독일에서 생산되는 홉의 비율은 50% 이상이다. Kloud는 5%다.[26]
- 코리아 크래프트 브루어리[27]
  - ARK : 브라운, 코니, 클래식으로 제공된다. 브라운 과 클래식 은 4.3%이고 Cony는 4.5%다.[28]
- 7Bräu[29]
  - The Emperor's beer : 상면 발효 IPA이다. 그 이름은 19세기 영국 제국주의를 가리키는 것이다. The Emperor's beer는 5.5% 다.
  - 오리지날 골든 라거 : 발효 필스너로 오리지날 골든 라거는 5%다.
  - 블랙 카리스마 : 상면발효 스타우트로 블랙 카리스마는 5%다.
  - Glittering tenderness : 보리와 밀맥아로 만든 상면 발효 맥주다. Glittering tenderness 은 4.2%다.
  - Korean Pale Ale : 쓴맛(IBU)을 감소시킨 상면발효 IPA이다. 코리안 페일 에일은 4.6%다.
  - 임페리얼 IPA : 높은 알코올, 상면 발효 마일드 에일이다. 다량의 홉과 맥아로 생산된다. 임페리얼 IPA는 도수 7%다.
  - 곰표 밀맥주 : 국내 밀가루로 유명한 '곰표'에서 수제맥주 세븐브로이와 함께 밀맥주를 출시했으며, 곰표 밀맥주는 도수 4.5%다.[30]

## 맥주와 맥주 시장의 역사
맥주는 한국어로 20세기 초에 한국에 처음 소개되었다. 1908년에 서울 최초의 맥주 양조장이 문을 열었다. 현재 두 개의 주요 양조장은 1930년대로 거슬러 올라간다. 국내 세 번째 양조장인 진로 '쿠어스 브루어리'는 1990년대에 설립되었다. 이후 Oriental Breweries(OB)에 인수되었다.
과거 한국 소비자들은 에일이나 밀맥주보다 라거를 선호했다. 앞서 언급 한 맛이 다소 생소하다. 최근 맥주 소비가 더욱 보편화되었다. 자유무역협정(FTA)이 발효되면서 2015년 수입맥주 수입액은 전년 대비 3배 증가했다. 2015년 상반기 매출 1위는 맥주 브랜드 파울라너, 호가든, 기네스 가 그 뒤를 이었다. 최근 한국 사회는 1인 가구가 가장 보편화되면서 집에서 혼자 술을 마시는 것에 관심을 보였다. 이러한 경향은 한국 TV 드라마에서 묘사 된다.
2014년 이후 국내 맥주 시장은 오비와 하이트진로 가 장악하고 있다. 최근 롯데주류 가 클라우드 와 함께 맥주 시장에 진출하며 3자간 경쟁을 벌이고 있다.

## 수입 맥주
다양한 외국 맥주 브랜드가 한국 시장에 입점해 관심이 급증하고 있다. 호가든, 하이네켄, 버드와이저 등 주요 브랜드가 한국 맥주 시장에서 높은 순위를 차지하고 있다. 맥아 가격 때문에, 한국 맥주 제조업체들은 옥수수, 쌀, 그리고 타피오카를 제조에 사용하는 것으로 크게 방향을 틀었다. 한국 맥주의 맥아율은 7% 다. 비교적 독일 맥주의 몰트율은 100%이고 일본 맥주는 66%이다. 2014년 한-유럽 자유무역협정(FTA) 체결로 수입맥주 수입이 급증했다.

## 소규모 양조장

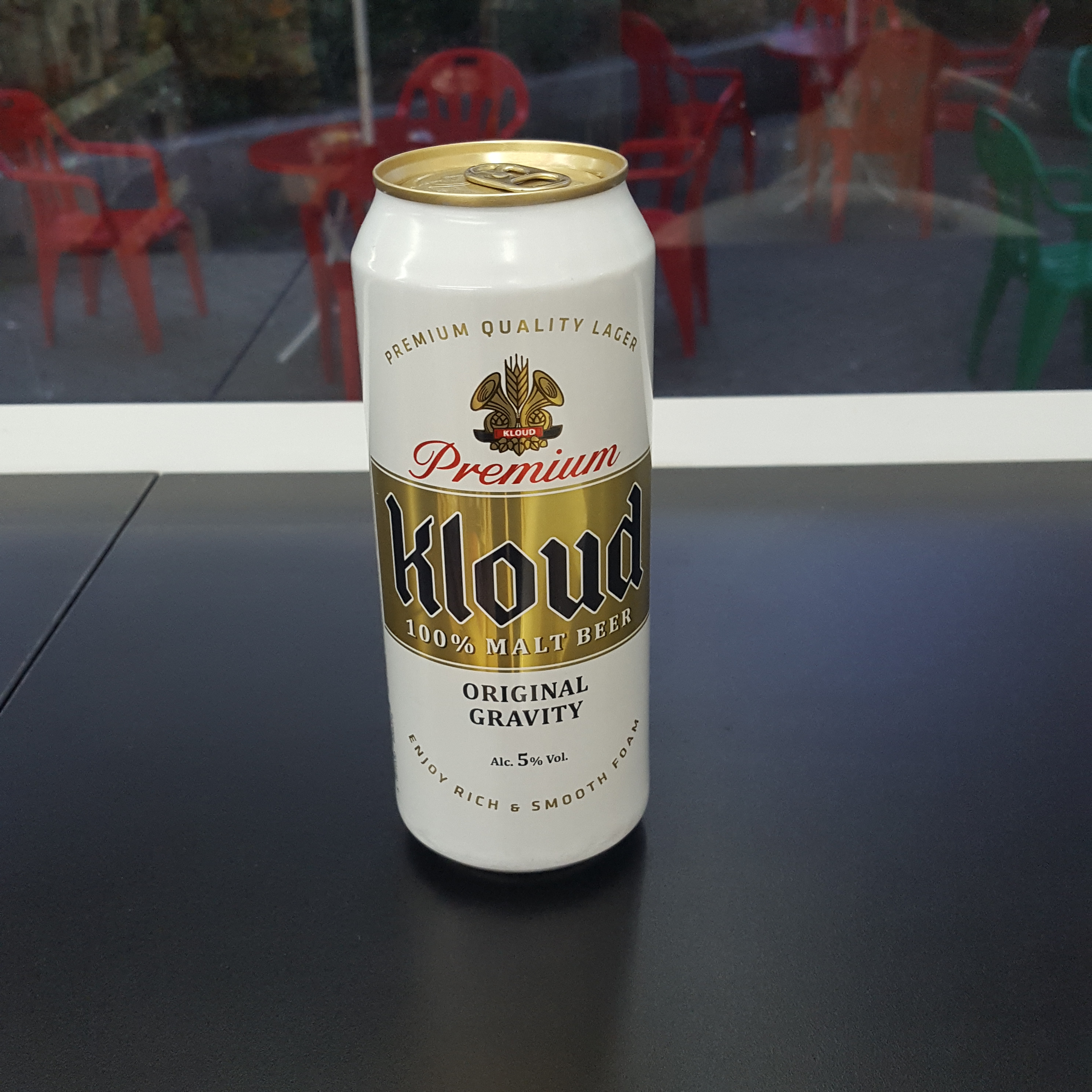
클라우드

2014년 대한민국의 주세법 개정 이후 소규모 맥주를 제조할 수 있는 새로운 양조장 면허가 도입되었다. 이 규제 완화 직후 한국에서 수제 맥주 장면이 생겨났다. 한국의 소규모 양조장은 국내 시장뿐만 아니라 해외 시장에서도 대중화되었다. 이는 소규모 양조장과 술집의 수요와 공급을 증가시키고 있다.

### 역사
한국 맥주는 부드럽고 낮은 품질로 유명하다. 반면 북한 맥주는 담백하지 않은 경향이 있어 아시아 맥주 에 비교적 좋은 것으로 평가된다. 영국의 경제주간지 이코노미스트는 2012년 "북한이 남한을 이기는 유일한 유용한 활동은 양조"라고 선언해 한국 을 떠들썩하게 만들었다. 이 기사와 북한 마이크로브루어의 성공은 2014년 한국 맥주업계가 마이크로브루어를 허용하도록 주류법을 바꾸는 등 개혁을 추진하도록 했다.

### 양조장 목록
- 프라하 993: 부산광역시 망미2동에 위치한 체코펍앤브루어리 .
- 코리아 크래프트 브루어리 : 충북에 위치 . 히타치노 네스트에서 주문한 것.[47]
- 더핸드앤몰트 : 남양주에 위치. 국내 최대 규모의 홉 농장을 운영.[48]
- 까치양조장 : 이태원, 홍대, 제주 3곳에서 생맥주로 제공.[49]
- Galmegi Brewing Co . : 서면에 위치한 아메리칸 스타일 브루어리 .[50]
- 더부스 : 경리단에 위치. 2013년 작은 술집으로 시작. '국민IPA', '대동강페일에일', '썸머젠에일', '브루브로 IPA' 등을 생산. 또한 서울의 8개 펍에서 탭을 제공.[51]
- 밴드 오브 브루어스: 선릉의 펍 겸 브루어리.
- 고릴라 브루잉: 부산 광안리에 위치.[52]
- 윌로우 브루어리: 강릉의 펍 겸 브루어리. 강릉 농가에서 직접 재배한 홉으로 맥주를 생산.
- Seoul Brewery
- Stevens Brewing: 신사동에 위치. 수제맥주를 만드는 원데이 클래스를 제공.[53]
- SteinDorf-Bräu: 송파에 위치한 펍 앤 브루어리.
- 크래프트웍스 탭하우스 : 2013년부터 운영 중인 남산 브루펍.[54]
- 과르네리 : 강남에 위치한 레스토랑 겸 펍.[55]
- AKITU Brewery: 부산에 위치한 양조장.[56]
- Wild Wave Brewing: 부산의 펍 앤 브루어리.
- 파이러스: 이태원의 펍 앤 브루어리.[57]
- 폰드당: 가로수길에 있는 펍&브루어리.
- 플레이그라운드 브루어리 : 송도 일산에 탭룸. 그리고 한국의 전통 탈 '하허 탈'에서 모티브를 얻은 로고가 있음.[58]
- Travier: 울산의 양조장.
- Whasoo Brewery: 울산의 펍 앤 브루어리. '유자 페일 에일'을 생산.[59]
- 히든트랙 동대문 브루어리.
- 생활맥주: 국내에서 펍이 가장 많은 곳.[60]
- 라미 브루잉(Rami Brewing): 크리스토퍼 윙(Christopher Wing), 제임스(일해)우, 이재만이 소유한 현지 양조 맥주.[61]

## 맥주 축제
- 그레이트 코리안 비어 페스티벌 : 매년 서울 용산 아이파크몰 광장에서 개최. 국내외 다양한 맥주가 있음. 다양한 음식 옵션도 제공됨.[62]
- 치맥축제 : 대구광역시 에서 개최. 축제는 맥주와 치킨의 만남인 치맥 을 중심으로 펼쳐짐.[63]

## 이전 제품
- OB, OB 라거, OB 블루 : OB 골든 라거 의 전신.
- OB슈퍼드라이 .
- Crown, Crown Super Dry : 1990년대 초반까지 하이트 (옛 조선주조)의 주력 제품.
- 하이트 프라임 : 맥스 에 의해 성공.
- 하이트 엑스필 : S 가 성공 .
- ARK : 코리아 크래프트 브루어리의 첫 번째 크래프트 맥주.[64]

## 통계
|                       | 지역 제품               | 수입품              | 총        |
| --------------------- | ----------------------- | ------------------- | --------- |
| 값 </br> 억 원        | 3,800 </br> (93.8%)     | 250 </br> (6.2%)    | 4,049     |
| 용량 </br> (킬로리터) | 1,738,759 </br> (96.7%) | 58,993 </br> (3.3%) | 1,797,752 |

| 국가     | 값 </br> (백만 달러) | 공유 (%)  |
| -------- | -------------------- | --------- |
| 일본     | 26.4                 | 해당 없음 |
| 네덜란드 | 9.9                  | 해당 없음 |
| 미국     | 6.5                  | 해당 없음 |
| 아일랜드 | 6.5                  | 해당 없음 |
| 중국     | 해당 없음            | 해당 없음 |
| 독일     | 5.8                  | 해당 없음 |
| 멕시코   | 해당 없음            | 해당 없음 |
| 벨기에   | 2.1                  | 해당 없음 |

| 년도            | 국산맥주 매출액(억원) | 수입 맥주 |
| --------------- | --------------------- | --------- |
| 2013년          | 2110년                | 300       |
| 2014년          | 2140                  | 360       |
| 2015년          | 2165                  | 500       |
| 2016년 (추정된) | 2190                  | 620       |

## 비판
2012년 이코노미스트 지는 남한 맥주가 북한의 대동강 맥주 만큼 지루하거나 형편없다고 비판하는 기사를 실었다. 이 잡지는 일부 한국 맥주가 보리 맥아 대신 옥수수와 쌀을 사용한다고 주장했다. 기사는 더 나아가 전국 시장이 비좁은 이중주(하이트진로와 동양맥주)로 인해 소규모 양조장의 진출이 막혔기 때문에 발생한 문제라고 설명했다. 국내 맥주회사들은 특히 "한국 맥주 대부분이 맥아 함유량이 70% 이상이고, 하이트의 하이트맥스, OB의 오비골든라거 등 일부 맥주는 맥아 함유량이 100%에 달한다"고 부인했다. 쌀과 옥수수는 맥아보다 싸지 않으며, 이 곡물들은 부드러운 맛을 내기 위해 혼합물에 사용됩니다." 한국 양조장들의 부정적인 반응에도 불구하고, 많은 현지 맥주 애호가들은 여전히 국내 맥주 브랜드의 맛에 불만을 가지고 있다.

## 같이 보기
- 지역별 맥주 및 양조장
- 북한의 맥주
- 한국의 주류
- 한식
- 소맥